# Cerodontha flavipalpis
Cerodontha flavipalpis är en tvåvingeart som beskrevs av Mitsuhiro Sasakawa 1988. Cerodontha flavipalpis ingår i släktet Cerodontha och familjen minerarflugor. Inga underarter finns listade i Catalogue of Life.